# Hoqueton

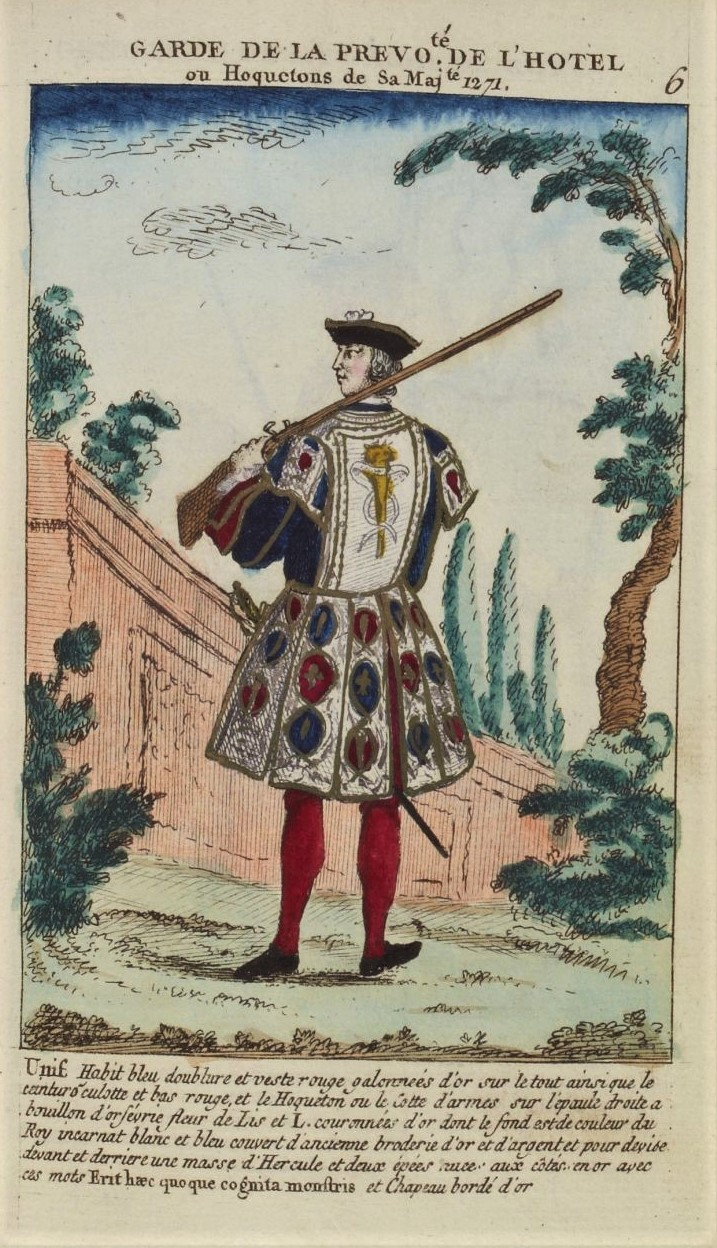
Ein Garde de la Prévôté de l’Hôtel im Hoqueton

Hoqueton bezeichnete  einen Umhang aus Baumwolle. Der Begriff entstand aus der französischen Transkription al-qoton des arabischen القطن in Verbindung mit dem mittelalterlichen Wort heuque oder huque. 
Der Hoqueton war eine von Kriegern unter ihrer Kettenrüstung getragene Jacke aus grobem Tuch. Die Bogenschützen vom höchsten Beamten des französischen Kanzlers (grand prévôt du chancelier) trugen bestickte Umhänge dieses Namens und die Bezeichnung übertrug sich auf ihre Besitzer. Zuletzt nannte man einen untergeordneten Offizier der Polizei im Ancien Régime einen Hoqueton.